# Galium acrophyum
Galium acrophyum là một loài thực vật có hoa trong họ Thiến thảo. Loài này được Hochst. ex Chiov. mô tả khoa học đầu tiên năm 1911.